# جریان نجیمه
جریان نجیمه یک منطقهٔ مسکونی در قطر است که در شهرداری دوحه واقع شده‌است. جریان نجیمه ۱٫۳ کیلومتر مربع مساحت دارد.